# Milton-Est—Halton Hills-Sud
Pour les articles homonymes, voir Milton et Halton.
Circonscription électorale fédérale du Canada
Milton-Est—Halton Hills-Sud ((en) Milton East—Halton Hills South)  est une circonscription électorale fédérale canadienne située en Ontario.

## Géographie
La circonscription est située au sud de la province de l'Ontario. Elle comprend une partie de la ville de Halton Hills et une partie de la ville de Milton.
Les circonscriptions limitrophes sont Burlington-Nord—Milton-Ouest, Wellington—Halton Hills-Nord, Brampton-Nord—Caledon, Brampton-Ouest, Brampton-Sud, Mississauga—Streetsville, Mississauga—Erin Mills, Oakville-Est et Oakville-Ouest.

### Historique
La circonscription de Milton-Est—Halton Hills-Sud est créée en 2023 à la suite du redécoupage électoral de 2022-2023, à partir de la  partie à l'est de la route régionale 25 de la circonscription de Milton, ainsi que la région de Georgetown et de la partie sud de Halton Hills, prises de la circonscription de Wellington—Halton Hills. 

## Députés
| Législature                                                            | Années        | Député                  | Parti | Parti   |
| ---------------------------------------------------------------------- | ------------- | ----------------------- | ----- | ------- |
| Milton-Est—Halton Hills-Sud issue de Wellington—Halton Hills et Milton |               |                         |       |         |
| 45e                                                                    | 2025–en cours | Kristina Tesser Derksen |       | Libéral |